# Протопоповский сельский совет (Харьковская область)
Протопоповский сельский совет — входит в состав Балаклейского района Харьковской области Украины.
Административный центр сельского совета находится в селе Протопоповка .

## История
- 1926 — дата образования.

## Населённые пункты совета
- село Протопоповка
- село Волвенково